# Lúčnica nad Žitavou
Lúčnica nad Žitavou (Hongaars: Vajkmártonfalva) is een Slowaakse gemeente in de regio Nitra, en maakt deel uit van het district Nitra.
Lúčnica nad Žitavou telt 925 inwoners.